# Dilemme destructif
Un dilemme destructif, est une règle d'inférence valide de la logique propositionnelle. Elle est l'inférence selon laquelle, si P implique Q et R implique S et soit Q est faux soit S est faux, alors, soit P ou R est faux. En somme, si deux implications sont vraies, mais qu'un de leurs conséquents est faux, alors un de leurs antécédents est faux. Le dilemme destructif est la version disjonctive du modus tollens, alors que, la version disjonctive du modus ponens est le dilemme constructif. La règle peut être déclarée comme suit:
{\displaystyle {\frac {P\to Q,R\to S,\neg Q\lor \neg S}{\therefore \neg P\lor \neg R}}}
où la règle est que chaque fois que les instances de « {\displaystyle P\to Q} », « {\displaystyle R\to S} », et « {\displaystyle \neg Q\lor \neg S} » apparaissent sur les lignes d'une démonstration, «{\displaystyle \neg P\lor \neg R} » peut être placé sur une ligne subséquente.

## Notation formelle
La règle du dilemme destructif peut être écrite en notation séquente:
{\displaystyle (P\to Q),(R\to S),(\neg Q\lor \neg S)\vdash (\neg P\lor \neg R)}
où {\displaystyle \vdash } est un symbole métalogique qui signifie que {\displaystyle \neg P\lor \neg R} est une conséquence syntaxique de {\displaystyle P\to Q}, {\displaystyle R\to S}, et {\displaystyle \neg Q\lor \neg S} dans un système logique;
et exprimée en tautologie ou en  théorème de la logique propositionnelle:
{\displaystyle (((P\to Q)\land (R\to S))\land (\neg Q\lor \neg S))\to (\neg P\lor \neg R)}
où {\displaystyle P}, {\displaystyle Q}, {\displaystyle R} et {\displaystyle S} sont des propositions exprimées dans un  système formel.

## Exemple
S'il pleut, nous allons rester à l'intérieur.
Si c'est ensoleillé, nous allons faire une promenade.
Soit nous ne serons pas restés à l'intérieur, soit nous ne serons pas allés faire une promenade, soit les deux.
Par conséquent, soit il ne pleuvra pas, soit il ne fera pas beau, soit les deux.

## Démonstration
| Proposition                                            | Dérivation              |
| ------------------------------------------------------ | ----------------------- |
| {\displaystyle (A\rightarrow B)\land (C\rightarrow D)} | Donnée                  |
| {\displaystyle \neg B\lor \neg D}                      | Donnée                  |
| {\displaystyle B\rightarrow \neg D}                    | Implication             |
| {\displaystyle \neg D\rightarrow \neg C}               | Transposition           |
| {\displaystyle B\rightarrow \neg C}                    | Syllogisme hypothétique |
| {\displaystyle A\rightarrow B}                         | Simplification          |
| {\displaystyle A\rightarrow \neg C}                    | Syllogisme hypothétique |
| {\displaystyle \neg A\lor \neg C}                      | Implication             |

## Exemple de démonstration
La validité de cette structure d'argument peut être démontré en utilisant à la fois la démonstration implicationnelle (DI) et le reductio ad absurdum (RAA) de la manière suivante:
| 1.  | {\displaystyle ((P\rightarrow Q)\land (R\rightarrow S))\land (\neg Q\vee \neg S)}                                 | (DI)                           |
| 2.  | {\displaystyle (P\rightarrow Q)\land (R\rightarrow S)}                                                            | (1: Simplification)            |
| 3.  | {\displaystyle (P\rightarrow Q)}                                                                                  | (2: simplification)            |
| 4.  | {\displaystyle (R\rightarrow S)}                                                                                  | (2: simplification)            |
| 5.  | {\displaystyle (\neg Q\vee \neg S)}                                                                               | (1: simplification)            |
| 6.  | {\displaystyle \neg (\neg P\vee \neg R)}                                                                          | (RAA)                          |
| 7.  | {\displaystyle \neg \neg P\land \neg \neg R}                                                                      | (6: Lois de De Morgan)         |
| 8.  | {\displaystyle \neg \neg P}                                                                                       | (7: simplification)            |
| 9.  | {\displaystyle \neg \neg R}                                                                                       | (7: simplification)            |
| 10. | {\displaystyle P}                                                                                                 | (8: double négation)           |
| 11. | {\displaystyle R}                                                                                                 | (9: double négation)           |
| 12. | {\displaystyle Q}                                                                                                 | (3,10: modus ponens)           |
| 13. | {\displaystyle S}                                                                                                 | (4,11: modus ponens)           |
| 14. | {\displaystyle \neg \neg Q}                                                                                       | (12: double négation)          |
| 15. | {\displaystyle \neg S}                                                                                            | (5, 14: syllogisme disjonctif) |
| 16. | {\displaystyle S\land \neg S}                                                                                     | (13,15: conjonction)           |
| 17. | {\displaystyle \neg P\vee \neg R}                                                                                 | (6-16: RAA)                    |
| 18. | {\displaystyle (((P\rightarrow Q)\land (R\rightarrow S))\land (\neg Q\vee \neg S)))\rightarrow \neg P\vee \neg R} | (1-17: DI)                     |